# XVI Congreso del Partido Socialista Italiano
El XVI Congreso del Partido Socialista Italiano se celebró en Bolonia del 5 al 8 de octubre de 1919. La asamblea votó por aclamación la adhesión del partido a la Internacional Comunista, ratificando lo aprobado por la Dirección en marzo, pocos días después de la constitución del organismo supranacional.

## Los trabajos congresuales
El Congreso vio afirmarse a la fracción maximalista, cuya moción fue aprobada con el 65% de los votos, prevaleciendo su posición sobre la de los reformista, que había orientado el programa del partido desde su fundación en 1892. El documento aprobado por los delegados se reclamaba de la experiencia de la Revolución de Octubre y proponía la instauración de la dictadura del proletariado y la creación de sóviets de trabajadores, campesinos y soldados.
Los reformistas, por voz de Filippo Turati, habló de una «pasión mítica» por el bolchevismo que se había apoderado del partido que alejaba a las clases proletarias de la revolución, manteniéndolas en «expectación mesiánica del milagro violento», distrayéndolas «del trabajo asiduo y penoso de conquista gradual que es la propia revolución».
Críticas igualmente duras a la línea maximalista vinieron de la izquierda del PSI: Amadeo Bordiga dio de hecho vida a una fracción, denominada abstencionista, que sostenía la necesidad de situarse en total antítesis con el sistema burgués rechazando participar en las elecciones. Bordiga solicitó asimismo que fuese declarada incompatible la presencia en el partido de aquellos que se consideraban contrarios a la revolución armada, encontrando la oposición de Giacinto Menotti Serrati y de la mayoría maximalista, opuesta a asumir «la responsabilidad de la escisión».
Al término de los trabajos Nicola Bombacci fue elegido nuevo secretario del partido en sustitución de Costantino Lazzari.